# Cittadina del Giappone
Una Cittadina del Giappone (町?, machi; chō) è un ente amministrativo locale che rappresenta una delle possibili municipalità (市町村区?, shichōsonku) del Giappone. Mentre il kanji identifica tutte le Cittadine del Giappone, la pronuncia machi e chō le differenzia in orientali e occidentali. Le Cittadine orientali (町?, machi) sono localizzate nelle regioni di Hokkaido, Tohoku e Kanto. Le Cittadine occidentali (町?, chō) sono localizzate nelle regioni di Kinki, Chugoku, Shikoku e Kyushu. 
Al pari delle altre municipalità, che sono le città (市?, shi), i villaggi (村?, mura; son) e i quartieri speciali di Tōkyō (特別区?, tokubetsuku), le cittadine sono suddivisioni delle prefetture del Giappone.
La suddivisione amministrativa del paese è stata ufficializzata dalla legge di Autonomia Locale del 1947 e successive modifiche. La legge per la fusione delle municipalità, promulgata nel 2004, favorisce la formazione di nuove città mediante la fusione di cittadine e villaggi, o l'ingrandimento delle grandi città esistenti con l'assorbimento delle cittadine e dei villaggi circostanti. Lo scopo è di ridurre a 1.000 il numero delle municipalità che, a tutto il 1º agosto del 2011, era di 1.723.
Le cittadine e i villaggi giapponesi sono suddivisioni amministrative che formano i distretti (郡?, gun). Questi, hanno un potere limitato e dipendono quasi del tutto dalla prefettura. Una delle loro funzioni principali è quella di essere d'aiuto per l'individuazione dell'indirizzo delle abitazioni. Cittadine e villaggi, al contrario, sono normali municipalità e hanno le loro proprie giunte comunali, con poteri e organici paragonabili a quelli delle città.
Vengono usati gli stessi termini che definiscono la cittadina per definire agglomerati urbani, non aventi poteri amministrativi e che dipendono dall'amministrazione comunale e dai suoi distaccamenti, i quartieri (区?, ku).

## Requisiti per ottenere lo status di cittadina
Il testo originale della legge di Autonomia Locale prevede che le cittadine abbiano un numero massimo di 50.000 abitanti, oltre il quale il comune può richiedere che gli venga riconosciuto lo status di città. Il numero minimo di abitanti cambia a seconda della prefettura, si va dai 3.000 nelle prefetture di Toyama, Okayama e Hyōgo ai 15.000 della prefettura di Tochigi.
Con il decreto n. 59 del 2004 per le "Condizioni speciali riguardanti la fusione delle municipalità" (市町村の合併の特例等に関する法律?), la soglia minima di 50.000 abitanti per avere lo status di città è stata portata a 30.000, nel caso in cui questo minor numero di abitanti sia frutto di una fusione di cittadine e villaggi. La risoluzione è stata presa allo scopo di ridurre il numero delle municipalità giapponesi e i costi che esse comportano.
Altre deroghe alla legge di Autonomia Locale hanno stabilito che le regole per l'assegnazione dello status di cittadina (chō oppure machi) e di villaggio (son o mura) cambino a seconda delle esigenze logistiche della prefettura o, nel caso della prefettura di Hokkaidō, delle "sottoprefetture" (支庁?, shicho) che la compongono. Vi sono casi in cui gli originali requisiti hanno subito sensibili variazioni. Ad esempio, nella sottoprefettura di Sorachi, in Hokkaidō, vi è sia la meno popolosa città del Giappone, Utashinai, che conta appena 6.000 abitanti, sia la cittadina di Otofuke, che ne ha 40.000.